# Vénus (Botticelli, Berlin)
Pour les articles homonymes, voir Vénus.
Ne doit pas être confondu avec Vénus pudique (Botticelli, Turin).
Vénus est un tableau réalisé vers 1490 par le peintre florentin Sandro Botticelli. Cette huile sur toile est un nu féminin représentant la déesse Vénus cachant son sein droit et son sexe avec ses deux mains et ses longs cheveux. Conservée à la Gemäldegalerie de Berlin, l'œuvre connaît deux variantes, l'une dans une collection privée à Lucerne, l'autre à la galerie Sabauda, à Turin, sa protagoniste apparaissant en outre, avec une pose toujours très similaire, dans La Naissance de Vénus de la galerie des Offices, à Florence.